# Iguana delicatissima
Iguana delicatissima là một loài cự đà trong họ Iguanidae. Loài này được Laurenti mô tả khoa học đầu tiên năm 1768.

## Hình ảnh

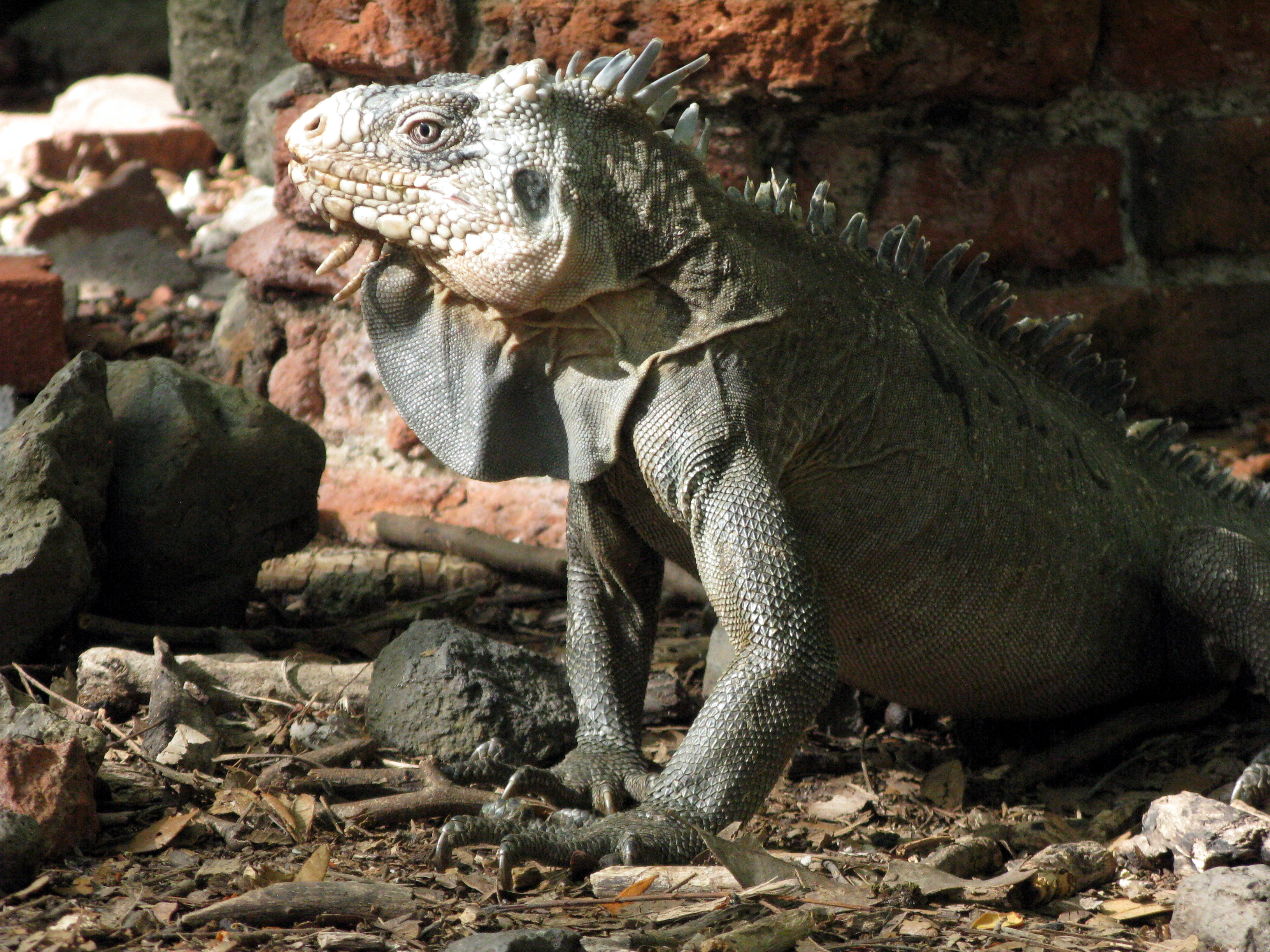
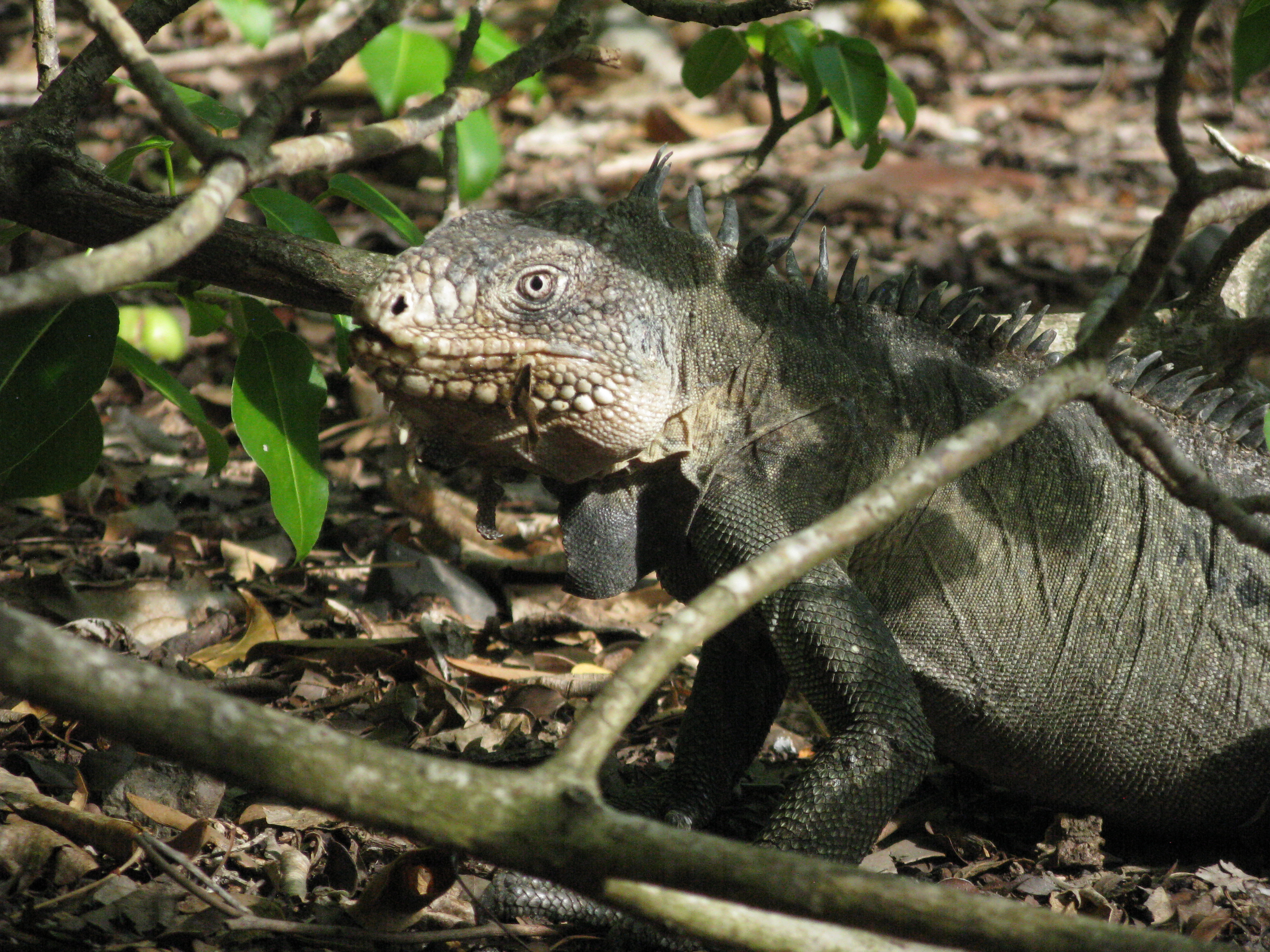
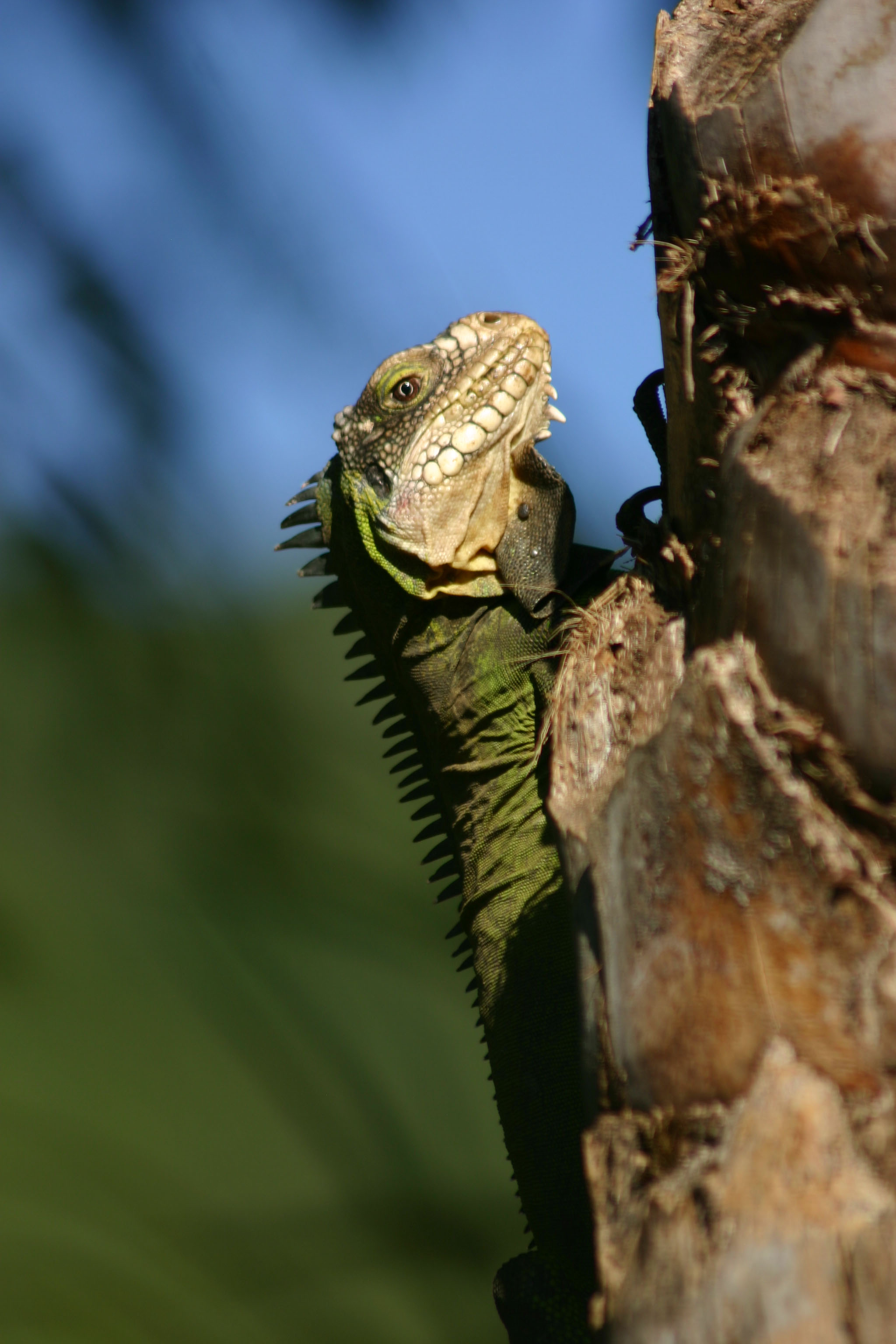